# Clementina (sarsuela)
|  | Vegeu Clementina per a la fruita. |

Clementina, coneguda popularment però erròniament com a La Clementina, és una sarsuela en dos actes amb música de Luigi Boccherini sobre llibret castellà de Ramón de la Cruz. Va ser estrenada al palau de María Faustina Téllez-Girón, comtessa viuda de Benavente a finals de l'any 1786. Es tracta de l'única obra lírica que va compondre Boccherini i no ha tingut continuïtat en el repertori sarsuelístic o operístic habitual, tot i que a les primeries del segle xxi s'ha representat en diversos teatres i festivals musicals aprofitant un cert reviscolament del repertori de sarsuela barroca. A banda de la interpretació privada de l'estrena, l'única representació pública contemporània que es coneix és la de València, el 27 de gener de 1796 amb repeticions els dies 28 i 29.

## Gènesi
Des de 1776 a 1786 Boccherini va acompanyar a l'exili a l'infant Lluís de Borbó, allunyat de la cort pel seu germà, el rei Carles III, primer a Olías del Rey i després, definitivament a Arenas de San Pedro. S'inicia així un dels períodes més productius del músic italià, sense contacte directe amb els ambients musicals, tot i que va continuar mantenint correspondència amb els seus editors, col·legues i mecenes estrangers, entre ells Joseph Haydn i Frederic Guillem II de Prússia.
L'any 1785 es van succeir en poc temps la mort de la primera muller del compositor, Clementina Pelliccia, el 2 d'abril, i a l'agost la de l'infant Lluís. El 1786 el compositor es va traslladar novament a Madrid, a la recerca d'un nou mecenes. A la capital del regne va trobar una vida nusical molt més animada que l'existent a la seua partida; amb representacions d'òpera italiana al Teatre del Príncipe i amb el projecte de reobertura del Teatre de Los Caños del Peral, que estava prevista per a gener de 1787, a banda dels diferents teatres dedicats a la sarsuela.
A partir de març de 1786, Boccherini va entrar al servei de María Faustina Téllez-Girón, comtessa-duquessa viuda de Benavente-Osuna, com a compositor i músic de cambra (director d'una petita orquestra) i com a tutor musical de la filla de la comtessa, María Josefa Alonso Pimentel, la famosa comtessa de Benavente retratada per Francisco de Goya. La duquessa viuda era una dama culta, de fort caràcter i amant de les arts, que ja havia mantingut correspontència i havia establert un important contracte amb Joseph Haydn, perquè li subministrara des de Viena un cert nombre d'obres.
Un dels primers encàrrecs de la duquessa va ser una sarsuela, que seria destinada a un públic selecte i privat, habitual de les recepcions de la comtessa a la seua residència. La comtessa va imposar el llibretista, Ramón de la Cruz, així com el nombre de personatges i va seleccionar els intèrprets entre la seua família i amics.
Segons Ramón de la Cruz, l'estrena de Clementina va tenir lloc

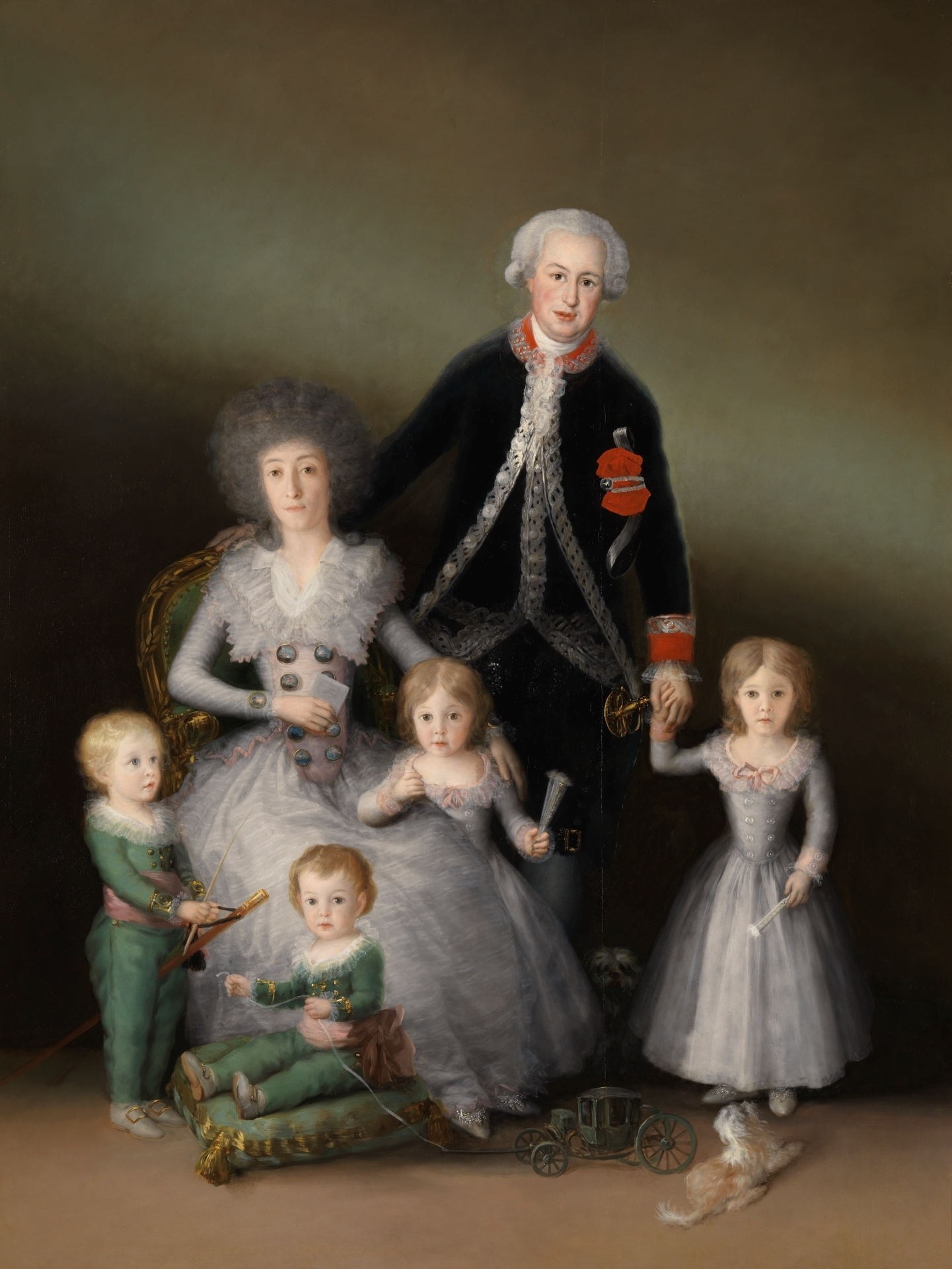
Retrat dels comtes de Benavente amb els seus fills, de Francisco de Goya, Museu del Prado. En aquest retrat de Goya, apareix la mecenes de Boccherini, María Faustina Téllez-Girón, comtessa viuda de Benavente amb el seu marit i fills. La comtessa va encarregar-li la composició de la sarsuela La Clementina per ser representada en privat al teatre de la seua residència.

| « | ...al teatre de l'Excel·lentíssima Senyora Duquessa viuda de Benavente, per ordre de la qual la vaig escriure en el termini d'un mes... La magnificència de dita Senyora Excel·lentíssima als seus espectacles i la nombrosa concurrència a aquests de tot el cos més il·lustre, més elevat i més instruït, nacional i estranger, que dona llustre a la ciutat, són fets ben notoris, però ho són menys les reaccions favorables que en general va rebre La Clementina entre tanta gent d'excepció. No pot negar el seu autor quant l'han lloat tots aquells i quants aplaudiments va rebre, els quals amb més justícia va merèixer la música del senyor Mestre Boccherini. | » |

## Música
Composta per Boccherini en un breu termini, potser inferior a un mes, Clementina, com a les sarsueles convencionals, alterna les parts parlades i cantades. La música és alegre i còmica, d'acord amb el tema, però amb incursions en el patetisme quan es descriu l'amor no correspost.
L'obra compta amb una obertura en re major que recorda la simfonia Op. 21 del mateix compositor. El material musical de l'obertura no té cap relació amb la resta de l'obra.

## Enregistraments
- NUOVA ERA. Ugo Benelli, Fernando Corena, Elena Rizzieri, Maria-Grazia Ferraccini, Luciana Ticinelli, Karla Schean. Ensemble de la Radiotelevisió de la Suïssa Italiana i Cor. Dir.: Angelo Ephrikian. (versió amb el llibret traduït a l'italià)

MÚSICA ANTIGUA ARANJUEZ. World Premiere Recording Original Version. María Hinojosa, Sonia de Munck, Marta Rodrigo, Elena Rivero, David Alegret, Toni Marsol. Actores: Ángel Amorós, Javier Ortiz. Dirección musical. Pablo Heras-Casado. La Compañía del Príncipe (2009).

## Altres versions
El compositor hongarès Jan Josef Rösler (1775-1812) també va compondre una òpera amb el mateix nom Clementina.